# Marcel Dassault

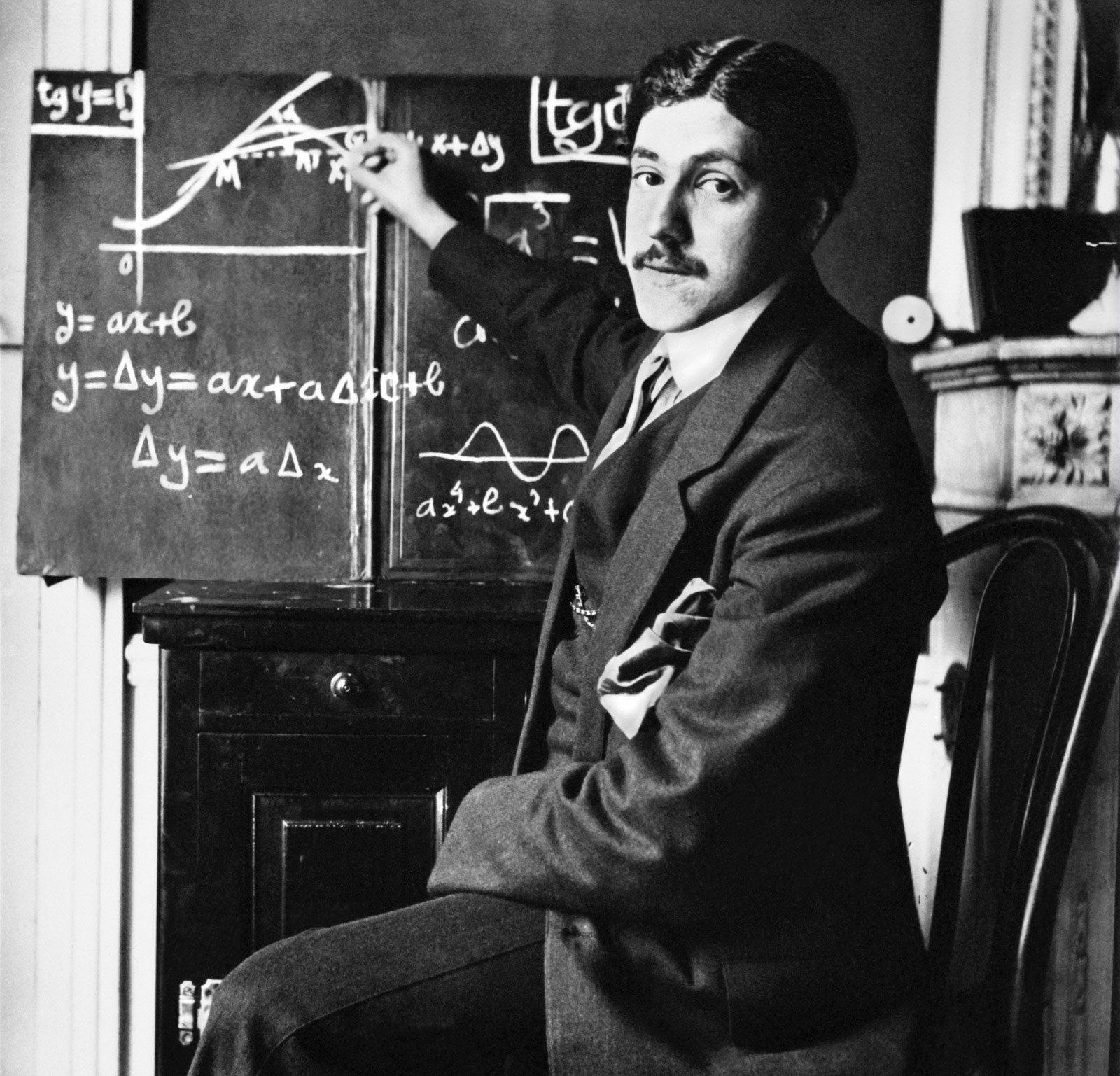
Marcel Dassault

Marcel Dassault, tên gọi sau này của Marcel Bloch, (Paris, 22 tháng 1 1892 - Neuilly-sur-Seine, 17 tháng 4 1986) là một nhà tư bản công nghiệp máy bay Pháp.
Sau khi tốt nghiệp từ lycée Condorcet, Trường Breguet và Supaero, ông đã sáng chế ra một kiểu máy bay cánh quạt trang bị cho quân đội Pháp sử dụng trong Chiến tranh Thế giới I và thành lập công ty máy bay Société des Avions Marcel Bloch. Sau khi công ty của ông bị quốc hữu hóa năm 1936, dưới sự lãnh đạo của mặt trận bình dân lúc đó, ông ở lại làm giám đốc. Là một người Do Thái, ông đã bị giam cầm tại trại tập trung Buchenwald trong Chiến tranh Thế giới II, do từ chối hợp tác với ngành công nghiệp hàng không của Đức quốc xã. Ông đổi tên Bloch thành Bloch-Dassaut sau đó là Dassault năm 1949. Dassault là biệt hiệu của anh trai ông, tướng Darius Paul Bloch trong cuộc kháng chiến của những người yêu nước Pháp chống quân Đức, Dassault có nghĩa là "for assault", trước đây là từ "char d'assaut", tiếng Pháp nghĩa là xe tăng. Marcel Dassault đã cải đạo sang công giáo vào năm 1950. Sau chiến tranh, Dassault xây dựng nhà máy bay sản xuất máy bay quân sự đầu tiên tại Pháp Avions Marcel Dassault. Người kế tục ông là con trai ông Serge, người đứng đầu tập đoàn. Marcel Dassault được chôn tại Nghĩa trang Passy quân 16 Paris.